# Bathyanthias cubensis
Bathyanthias cubensis är en fiskart som först beskrevs av Schultz, 1958.  Bathyanthias cubensis ingår i släktet Bathyanthias och familjen havsabborrfiskar. Inga underarter finns listade.